# Leiolopisma mauritiana
Lo scinco gigante di Mauritius (Leiolopisma mauritiana ) è una specie estinta di scinco, endemica dell'isola di Mauritius.
È la più grande specie di scinco mai esistita.
Oltre a qualche osso in pessime condizioni, si ha solo un esemplare incompleto di questo animale.
In base alle ricostruzioni di questo animale, si è supposto che in qualche modo fosse legato a qualche tipo di fossorialità, ipotesi questa rafforzata dal fatto che il più prossimo parente vivente di questo animale è probabilmente lo scinco Leiolopisma telfairii, che ha vita semifossoriale ed è in grado di perdere la coda in caso di pericolo. Il cranio era simile per forma a quello dello scinco dalla lingua blu (Tiliqua scincoides).